# Verwaltungsgemeinschaft Ballenstedt
In de voormalige Verwaltungsgemeinschaft Ballenstedt, gelegen in de Landkreis Quedlinburg, werkten twee gemeenten gezamenlijk aan de afwikkeling van hun gemeentelijke taken. Ze bleven juridisch echter onafhankelijk. Het zijn dus geen deelgemeenten naar de Nederlandse of Belgische betekenis van de term deelgemeente.

## Deelnemende gemeenten
- Badeborn, tot 31-12-2001
- Ballenstedt
- Radisleben

## Geschiedenis
De Verwaltungsgemeinschaft werd in 1994 opgericht. De gemeente Badeborn werd op 1-1-2002 geannexeerd door de stad Ballenstedt en verliet daarmee de Verwaltungsgemeinschaft.
Op 1 januari 2005 werd de Verwaltungsgemeinschaft samengevoegd met de Verwaltungsgemeinschaft Bode-Selke-Aue tot de nieuwe Verwaltungsgemeinschaft Ballenstedt/Bode-Selke-Aue. De Verwaltungsgemeinschaft Ballenstedt werd daarmee opgeheven.